# Виллиберт Кёльнский
Виллиберт (лат. Willibertus, нем. Willibert; умер 11 сентября 889, Кёльн) — архиепископ Кёльна с 870 года; почитаемый в Католической церкви святой (день памяти — 11 сентября).

## Биография
Виллиберт известен из нескольких раннесредневековых источников: «Фульдских анналов», «Ксантенских анналов», хроники Регино Прюмского и «Анналов Меца».
Виллиберт происходил из знатной семьи. О ранних годах его жизни сведений не сохранилось. Первое упоминание о нём в современных ему источниках относится к 865 или 866 году, когда он уже был каноником при кафедральном соборе Кёльна.
После отлучения кёльнского архиепископа Гюнтера и лишения его сана сразу два властителя — правители Западно-Франкского королевства Карл II Лысый и Восточно-Франкского королевства Людовик II Немецкий — приняли меры для возведения на освободившуюся кафедру своих ставленников. Кандидатом правителя западных франков был аббат Сен-Бертинского монастыря Гильдуин, родственник Гюнтера. Однако ещё до того как тот прибыл в Лотарингию, по инициативе Людовика II Немецкого архиепископ Майнца Лиутберт пригласил духовенство и горожан Кёльна в Дойц. Здесь тем объявили, что если они в трёхдневный срок не изберут из своего числа архиепископа, король восточных франков сам назначит главу Кёльнской архиепархии. В результате 7 января 870 года архиепископом был избран Виллиберт. Этот выбор был обусловлен его умением произносить проповеди и строгим соблюдением церковной дисциплины. Современник событий, анонимный автор «Ксантенских анналов», так описывал Виллиберта: «он был не чванлив, не жаден, не лицемер, не подёнщик и не нанятый за плату человек, но угнетённый тяжёлой нуждой, хотя и сведущий во всех духовных науках». Хотя Виллиберт и отказывался от сана, под давлением короля и архиепископа он должен был согласиться возглавить Кёльнскую архиепархию. В тот же день состоялось его рукоположение, которое провели Лиутберт и епископ Утрехта Адальбольд I. Такая поспешность в избрании была вызвана желанием Людовика Немецкого помешать Карлу Лысому поставить своего сторонника во главе митрополии на территориях, контроль над которыми оспаривали оба монарха. Хотя ставленник Карла II Лысого Гильдуин также был посвящён в архиепископский сан епископом Льежа Франконом, это рукоположение не признал больше ни один из восточно-франкских иерархов.
Однако избрание Виллиберта по просьбе Карла II Лысого было оспорено папой римским Адрианом II. Тот отправил в Кёльн епископа Пармы Вибода с посланием, в котором объявлялось о незаконности избрания нового главы Кёльнской архиепархии. Ни послания Виллиберта, ни обращения кёльнского духовенства, ни сделанное по просьбе Людовика II Немецкого ходатайство императрицы Ангельберги не заставили Адриана II изменить своё мнение. Не признало избрание Виллиберта и духовенство Западно-Франкского королевства, в 871 году по инициативе Карла II Лысого на синоде в Туси осудившее кёльнского епископа и его сторонников. Только через несколько лет Виллиберту удалось доказать новому папе Иоанну VIII каноничность своих выборов. Виллиберт писал папе, что он не стремился возглавить архиепархию и уверил папу в своей верности. Иоанн VIII потребовал, чтобы предшественник Виллиберта на кафедре Гюнтер отказался от архиепископского сана, что тот и сделал. Папа также повелел объявить иерархам Восточно-Франкского королевства, что Гюнтер ни при каких условиях не должен возвратить себе архиепископский сан и что после Виллиберта главой Кёльнской архиепархии надлежит избрать новую персону. Гюнтер умер в 873 году, после чего в 874 или 875 году Иоанн VIII послал архиепископу Кёльна паллий.
По случаю получения Виллибертом паллия, 26 сентября 874 или 875 года в Кёльне состоялся церковный собор. В нём участвовали король Людовик II Немецкий, архиепископы Виллиберт Кёльнский, Лиутберт Майнцский и Бертульф Трирский, епископы Адальбольд I Утрехтский, Бернард Верденский, Альтфрид Хильдесхаймский, Дитрих Минденский, Герольф Ферденский, Лютард Падеборнский, Хильдегрим II Хальберштадский, Бертольд Мюнстерский и Эгберт Оснабрюкенский, а также множество священнослужителей и светских персон. На собрании обсуждались имущественные споры между миртрополиями и их суффраганами, основание женского монастыря Асниден (более известного как Эссенское аббатство) и другие вопросы. Одновременно с синодом 27 сентября состоялось и торжественное освящение нового кафедрального собора Святого Петра. Строительство этого здания, начавшееся ещё при Хильдебольде, фактически, было завершено ещё при Гюнтере.
В 875 году Виллиберт вместе с епископом Хальберштадта Хильдегримом II освятил церковь Святого Стефана в принадлежавшем тому Верденском аббатстве.
После того как по Мерсенскому договору 870 года вся территория Кёльнской архиепархии стала частью Восточно-Франкского королевства, Виллиберт вошёл в число наиболее приближённых к Людовику II Немецкому персон. В 876 году по поручению этого монарха архиепископ вместе с графами Адалардом и Мейнго ездил к только что ставшему императором Карлу II Лысому. Послы встретился с королём западных франков 4 июля в Понтьоне и потребовали от того передать их монарху часть владений умершего правителя Италии Людовика II Итальянского. Однако собранный здесь по повелению Карла Лысого синод западно-франкского духовенства отверг притязания Людовика Немецкого. Это решение поддержал и папа римский Иоанн VIII, заставивший восточно-франкских послов принести клятву верности приближённому к Карлу Лысому Ансегизу Сансскому, ставшему папским легатом на территориях к северу от Альп.
Виллиберт всё ещё находился при дворе Карла II Лысого, когда здесь стало известно о смерти 28 августа 876 года Людовика II Немецкого. Желая воспользоваться спорами среди наследников восточно-франского престола, правитель западных франков решил захватить лотарингские владения скончавшегося короля. Виллиберт был вынужден сопровождать Карла Лысого в этом походе. Однако будучи верным приверженцем Людовика II Немецкого, он сохранил верность и его наследнику Людовику III Младшему. Виллиберт тайно предупредил нового короля восточных франков о планах Карла II Лысого, что позволило королю Людовику вовремя начать подготовку к вторжению. Сам же архиепископ от имени своего государя обвинил императора в клятвопреступлении и нарушении условий Мерсенского договора, на что Карл Лысый заявил, что он заключал этот договор с Людовиком Немецким, а не с его сыновьями. В ответ Людовик Младший по обычаям того времени провёл публичную церемонию «Божьего суда» и, так как все её участники остались невредимы, объявил о своей правоте перед Богом в споре. Когда же войско западных франков вторглось в Лотарингию, Людовик Младший около Андернаха одержал победу в сражении и сохранил власть над всеми своими владениями.
В 878 году Виллиберт получил от папы римского Иоанна VIII приглашение на синод в Труа, но отказался от участия в соборе.
При Виллиберте в 881 или 882 году Кёльн был разорён викингами из Великой языческой армии. Многие здания (включая епархиальный архив) были сожжены, а архиепископ едва смог спастись бегством в Майнц. Однако затем благодаря помощи Лиутберта Майнцского Виллиберт значительно преуспел в восстановлении разрушенного норманнами.
Возможно, под впечатлением от норманнского разорения Кёльна по поручению Виллиберта был составлен первый известный список глав Кёльнской архиепархии. Основанный на более ранних документах, он был дополнен при архиепископе Варине и в таком виде сохранился в рукописи конца X века. При Виллиберте были составлены и жития самых известных в то время глав Кёльнской архиепархии: святых Северина и Куниберта.
Вместе с герцогом Генрихом Франконским Виллиберт в июне 885 года встретился на острове Хереспих с вождём викингов Готфридом, в то время уже находившимся на службе правителя Восточно-Франкского государства Карла III Толстого. На этих переговорах, согласно полученному ранее тайному приказу короля, Готфрид был убит герцогом Генрихом. Виллиберта в момент убийства не было на острове, так как он тогда хитростью увёз с острова жену Готфрида Гизелу, принцессу каролингского происхождения, и сопровождал её в безопасное место.
1 октября 887 года Виллиберт провёл в Кёльне первый поместный собор своей митрополии. В нём, кроме Виллиберта, участвовали епископы Адальбольда I Утрехтский, Франкон Льежский, Вольфхельм Мюнстерский и Дрого Минденский, а Лиутберт Майнцский и Римберт Бременский представлены своими легатами. Это собрание было созвано по просьбе епископа Франкона, который жаловался на злоупотребления светских лиц, захвативших некоторые земли его епархии. Собор принял каноны, осуждавшие подобные посягательства на церковную собственность, а также принял несколько постановлений о моральной жизни духовенства и мирян.
Виллиберту приписывается основание монастырей Святой Цецилии и Святого Матфея.
В июне 888 года Виллиберт участвовал в синоде духовенства Восточно-Франкского государства в Майнце, первом церковном соборе, созванном при короле Арнульфе Каринтийском. Среди прочего, на собрании были подтверждены все привилегии монастырей Корвей и Херфорд. Противником этого был епископ Эгильмар Оснабрюкенский, который жаловался на изъятие из доходов его епархии десятины, которые платили эти обители. Виллиберт был назначен председателем суда из девяти епископов, который отклонил все протесты Эгильмара. Тот обратился за помощью к папе римскому, но улаживание этого спора произошло уже после смерти кёльнского архиепископа.
Участвовал Виллиберт и в государственной ассамблее Восточно-Франкского государства, созванной Арнульфом Каринтийским 6 июля 889 года.
Виллиберт умер 11 сентября 889 года и первым из кёльнских архиепископов был похоронен в тогдашнем кафедральном соборе (современной церкви Хильдебольда). Регино Прюмский восхвалял Виллиберта как персону «очень святую и очень умную в божественных и человеческих вопросах». Новым главой Кёльнской архиепархии был избран Герман I.
Виллиберт Кёльнский почитается как святой в Католической церкви, где день его памяти отмечается 11 сентября.

## Комментарии
1. ↑  В «Ксантенских анналах» эти события ошибочно датированы 871 годом[8].
2. ↑  По другим данным, основывающимся на сообщении в «Фульдских анналах», синод и освящение кафедрального собора в Кёльне состоялись в сентябре 870 года и не были приурочены к получению Виллибертом паллия[1][4][5][8][16]. Ещё по одному мнению, собор состоялся в 873 году, тогда же, когда Виллиберту был передан паллий[3].